# Малорита
Малори́та (біл. Малары́та пол. Małoryta) — місто в Берестейській області Білорусі, районний центр Малоритського району. Розташоване за 52 км від Берестя, на річці Малорита. Залізнична станція на магістралі Ковель — Берестя. Належить до української етнічної території та є частиною Берестейщини.

## Географія

### Клімат
Клімат у населеному пункті вологий континентальний («Dfb» за класифікацією кліматів Кеппена). Опадів 550 мм на рік. Найменша кількість опадів спостерігається в лютому й сягає у середньому 27 мм. Найбільша кількість опадів випадає в липні — близько 74 мм. Різниця в опадах між сухими та вологими місяцями становить 47 мм. Пересічна температура січня — -5,0 °C, липня — 18,5 °C. Річна амплітуда температур становить 23,5 °C.
| Клімат                            | Клімат | Клімат | Клімат | Клімат | Клімат | Клімат | Клімат | Клімат | Клімат | Клімат | Клімат | Клімат | Клімат |
| Показник                          | Січ.   | Лют.   | Бер.   | Квіт.  | Трав.  | Черв.  | Лип.   | Серп.  | Вер.   | Жовт.  | Лист.  | Груд.  | Рік    |
| Середній максимум, °C             | −2     | −0,5   | 4,8    | 13,2   | 19,3   | 22,3   | 24,0   | 23,2   | 18,4   | 12,4   | 5,1    | 0,1    | 11,7   |
| Середня температура, °C           | −5     | −3,7   | 1,1    | 8,3    | 13,8   | 16,8   | 18,5   | 17,7   | 13,4   | 8,3    | 2,6    | −2,4   | 7,4    |
| Середній мінімум, °C              | −7,9   | −6,8   | −2,5   | 3,5    | 8,3    | 11,4   | 13,0   | 12,3   | 8,5    | 4,3    | 0,1    | −4,8   | 3,3    |
| Норма опадів, мм                  | 29     | 27     | 30     | 39     | 54     | 68     | 74     | 63     | 53     | 36     | 40     | 37     | 550    |
| --------------------------------- | ------ | ------ | ------ | ------ | ------ | ------ | ------ | ------ | ------ | ------ | ------ | ------ | ------ |
| Джерело: Climate-Data.org (англ.) |        |        |        |        |        |        |        |        |        |        |        |        |        |

## Історія
Як свідчать археологи, територія Малорити населялася людиною в ще IX—VIII тисячолітті до нашої ери. У 1566 році з'явилася перша згадка про королівський маєток в селі Рита Мала — в акті ревізії Берестейського повіту королівства Ягелонів. У 1768—1790 роках тут працювали металургійна мануфактура і мідний завод. У 1795, внаслідок другого поділу Речі Посполитої, Малорита відійшла до складу Російської імперії. Катерина II подарувала село Малорита, у якому жило 136 чоловіків і 124 жінки, генералу-лейтенанту Миколі Ланському.
У 1860 році Малорита відносилася до володінь поміщика Нефедовіча, і поселення нараховувало 540 осіб (261 чоловічої, 279 жіночої статі). Діяла православна церква. В 1862 році в Малориті відкрили народне училище. В 1878 році почався рух по Берестейсько-Київській залізниці. В 1886 році в селі було 62 двори, 749 мешканців, працювали волосне управління, 3 магазини, трактир, за півверсти від села розташовувалася залізнична станція. У народному училищі навчалося 29 хлопчиків і 3 дівчинки. Згідно з переписом 1897 року, було 203 двори, 1275 мешканців (з них 227 євреїв — 15,3 %), у народному училищі навчалося 60 учнів. У 1905 році було 1097 жителів, працювало відділення зв'язку.
У той час частина населення займалися землеробством, частина була зайнята в ткацькій, деревообробній, ковальській та інших промисловостях, а частина займалися дрібною торгівлею або сплавом лісу. В місті був шпалопросочувальний завод (20 робітників), цегельний завод (4 робітники), вітряний млин. Діяв лісопильний завод з двома лісопильнями, який в 1901 році належав С. Кагану і мав 18 найманих робітників, а з 1907 року — М. Л. Опатовському. У 1914 році лісопильний завод мав 41 робітників.
З вересня 1915 по березень 1918 Малорита окупована військами кайзерівської Німеччини. З 1918 року у складі УНР. В 1921–1939 роках територія Малоритського району в результаті Ризького мирного договору відійшла до складу Польщі. У 1939 році в Малоритській гміні діяли 5 шкіл, навчання в яких велося тільки польською мовою. В Малориті були відкриті 2 бібліотеки.

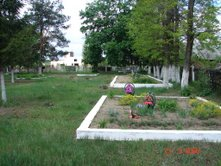
Меморіал загиблим від нацизму

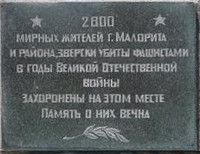
Меморіал загиблим від нацизму

24 вересня 1939 року 143-тя стрілецька дивізія і 32-а танкова бригада після короткого бою зайняли Малориту, у районі якої були взяті в полон близько 6000 польських військовослужбовців, серед яких опинилися моряки Пінської флотилії. В січні 1940 року був утворений Малоритський район у складі Берестейської області Білоруської Радянської Соціалістичної Республіки. На теренах Малоритщини діяло ОУН що належало до Берестейського надрайону "Круча" - провідник Михайло Березовський («Євген»).
В червні 1941 року Малорита окупована німецько-нацистськими військами. В місті було створено гетто, куди звозили євреїв з інших сусідніх населених пунктів Білорусі, Польщі, України (близько 2800 осіб). Почалися розправи. Коли 20 липня 1944 року, частини першого Білоруського фронту разом з партизанами зайняли Малориту, вони не знайшли в місті жодного єврея.
У 1959 році населення Малорити становило 3,4 тис. мешканців. 25 грудня 1962 року Малоритський район був ліквідований; Малорита була в складі Берестейського району. Малоритський район знову утворений 6 січня 1965 року. У грудні 1970 року Малориті надано статус міста. Тут була розташовувана ракетна база. З 1991 року в незалежнішій Білорусі.
В Малориті працюють підприємства харчової промисловості. В районній програмі три проєкти: реконструкція консервно-овочесушильного комбінату і хлібозаводу та освоєння унікального крейдового родовища за 22 кілометри від Малорити. В результаті розробки родовища під селом Хотислав повинен з'явитися суперсучасний будівельний холдинг.

## Населення
За переписом населення Білорусі 2009 року чисельність населення міста становила 11 751 особа.

### Національність
Розподіл населення за рідною національністю за даними перепису 2009 року:
| Національність                | Осіб  | Відсоток |
| ----------------------------- | ----- | -------- |
| білоруси                      | 10285 | 87,52 %  |
| українці                      | 730   | 6,21 %   |
| росіяни                       | 653   | 5,56 %   |
| поляки                        | 20    | 0,17 %   |
| національність не вказана     | 9     | 0,08 %   |
| узбеки                        | 7     | 0,06 %   |
| національність не повідомлена | 6     | 0,05 %   |
| цигани                        | 5     | 0,04 %   |
| азербайджанці                 | 4     | 0,03 %   |
| молдовани                     | 4     | 0,03 %   |
| німці                         | 4     | 0,03 %   |
| дві та більше національності  | 4     | 0,03 %   |
| татари                        | 3     | 0,03 %   |
| литовці                       | 3     | 0,03 %   |
| чуваші                        | 3     | 0,03 %   |
| євреї                         | 2     | 0,02 %   |
| лезгини                       | 2     | 0,02 %   |
| вірмени                       | 1     | 0,01 %   |
| казахи                        | 1     | 0,01 %   |
| мордва                        | 1     | 0,01 %   |
| греки                         | 1     | 0,01 %   |
| башкири                       | 1     | 0,01 %   |
| марійці                       | 1     | 0,01 %   |
| хорвати                       | 1     | 0,01 %   |
| Разом                         | 11751 | 100 %    |

## Освіта
Система освіти представлена 17 середніми школами, 3 базовими, 8 початковими, 20 дитячими садками.

## Релігія
У центрі міста, біля річки Рита, стоїть Свято-Миколаївська церква, будівництво якої відноситься до 1900—1907 років.

## ЗМІ
- Малоритська районна газета «Голас часу».

## Відомі особистості

### Народилися
- Харсюк Володимир Іванович (1929—2014) — громадсько-культурний діяч, актор.